# 久末 (川崎市)
久末（ひさすえ）は、神奈川県川崎市高津区の大字。住居表示は未実施。面積は1.28 km²である。

## 地理
高津区の最南端に位置し、北端を矢上川が流れている。川沿いの低地のほかは台地に谷戸が入り込んだ地形となっている。一帯は県や市などで宅地開発が行われたが、中央の台地は市街化調整区域となっており、60戸ほどの農家が野菜栽培を行う産地となっている。
久末は北端で千年や子母口と、東端で蟹ケ谷と、南端で横浜市港北区高田町や同市都筑区東山田町と、西端では有馬川を境に野川と接する（特記のない町域は川崎市高津区所属）。

### 小字
久末には、道下・後耕地・陣屋添・後谷・寺谷・宮谷・丸山・横大道・梅ヶ久保・伊勢原・楸谷（ひさぎやと）・表山・表耕地・堰下・谷中・久末谷・小貝谷・達野・籠場谷・大谷・明石穂・イノ木・十二天丸・城法谷上・城法谷という小字がある（地番順）。

### 地価
住宅地の地価は、2025年（令和7年）1月1日の公示地価によれば、久末字表耕地2100番3の地点で23万7000円/m²、久末字梅ヶ久保580番8の地点で19万8000円/m²となっている。

## 歴史

### 中世以前
当地からは縄文・弥生時代の遺跡が発見され、また横穴墓からは土師器片なども発掘されている。
当地の周辺には影向寺や橘樹神社など古代の橘樹郡に関連する寺社も残ることから、当地にも古くから人が住んでいたものと見られており、それらの寺社より時代は下るが、当地の蓮花寺は9世紀の創建であるほか、妙法寺では、建長7年（1255年）の銘がある、川崎市内で最古の板碑が発見されている。

### 江戸時代
当地は、江戸時代を通じて旗本の佐橋氏領であった。村高は、正保期の『武蔵田園簿』で229石あまり、『元禄郷帳』で329石あまり、『天保郷帳』では375石あまり、幕末の『旧高旧領取調帳』では376石あまりというように推移していた。川沿いと谷戸に水田があり、台地上は畑となっていたが、川沿いでは水害に襲われ、谷戸田は棚田で水利は天水に頼っていたため、干害に悩まされた。

#### 門訴事件
1693年（元禄6年）、当地で検地が行われたが、この際に石高が229石→329石と一気に100石も増やされてしまった。これでは負担が重すぎると、農民から4度に分けて20人が門訴のために江戸の佐橋邸へ向かったが、1人を除いて皆殺しとなってしまった。結果、年貢は下がり、名主は追放されたが、佐橋本人はお咎めを受けるどころか後に増石まで受けている。
19人の犠牲を後世へと伝えるため、1746年（延享3年）と1789年（寛政元年）に義民石地蔵が作られ、毎年7月24日の地蔵盆には追善法要が行われている。なお、事件の余波で、訴状を代筆した蓮花寺と佐橋氏の関係は悪化し、寺運も傾いたという。

### 明治以降
明治以降、当地は神奈川県に属し、行政上は久末村→橘村→川崎市と推移していった。当地は明治以降も農村であり続けたが（後述）、戦時中には海軍通信隊の地下壕や陸軍の高射砲陣地が作られた。戦後には周辺の低地から市営・県営の住宅建設が行われていった。

#### 近郊農業
明治以降、当地では養蚕も行われたが、野菜の栽培は1873年（明治6年）にサトイモを横浜へ出荷したことに始まる。その後、明治30年代にはマクワウリやサトイモ作りが流行し、日露戦争後には小松菜やネギが作られ、影向寺の縁日に立った市へと出品された。明治末期にはナス・カボチャ・スイカと作物の種類が増えていった。
1918年（大正7年）には出荷組合が形成され、値段交渉をまとまって行うことにより、種や農薬といった資材を安値で仕入れ、作物を高値で売ることができるようになった。さらには農閑期に野菜の苗栽培を行い、それ専業の農家すら出現した。多種多様な野菜が作られるようになった一方、タケノコや栗、禅寺丸柿なども作られたが、禅寺丸柿は他品種に押されて衰退し、一時は盛んだった干し大根も手間がかかるため、キャベツやカリフラワーへと移っていった。また、1916年（大正5年）に第1回が開かれた農産物品評会は、第二次世界大戦中・戦後の混乱の中ですら、一度も欠かさず毎年開かれ、周囲の宅地化が進んでからは久末の農業を新住民に伝えるという意味合いも持つようになっている。
関東大震災以降、東京の郊外化が進展し、東急東横線沿線では農地が大規模に買収されて宅地と化していったが、久末はその流れに巻き込まれず、むしろ住宅地が近づいたことで地産地消が進みさらに野菜栽培が盛んとなっていった。
戦後には当地でも、特に低地の水田で宅地化が起こり、農地面積は1875年（明治8年）の54.6 haから1971年（昭和46年）には20 haまで減少していった。ただ、他所で問題となっている後継者問題も久末では深刻ではなく、60軒ほどの農家が農産を続けている。

#### 灰津波
1965年6月26日、谷戸の奥を埋めていた石炭灰が長雨で崩れ、民家13戸を押し流し、24人の犠牲者を出す災害となった。崩れた現場は、下末吉層と、不透水性の第三紀層の境界で帯水が起こり、その帯水層の露頭で湧水が起こっていた。そこに石炭灰を捨てた結果、常日頃から水分を含む状態となっており、雨そのものと大雨で増えた湧水で限界を超えた水分を吸収して、石炭灰が流動性を持って崩れてしまったものと考えられている。

### 地名の由来
由来は不明であるが、瑞祥地名であると考えられている。

### 沿革
- 9世紀 - 蓮花寺の創建と伝わる。
- 1255年（建長7年）- 妙法寺の板碑にこの年が刻まれている。
- 1693年（元禄6年）- 検地。年貢の賦課をめぐって門訴事件が起きる。
- 1868年（明治元年）- 明治維新。当地は神奈川県所属となる。
- 1874年（明治7年）- 大区小区制の施行により、当地は第5大区第4小区に属する[23]。
- 1889年（明治22年）- 町村制の施行により、橘村が成立。久末はその大字となる。
- 1916年（大正5年）- 第1回の農産物品評会が行われる。
- 1918年（大正7年）- 出荷組合が形成される。
- 1937年（昭和12年）- 橘村が川崎市に編入される。川崎市久末となる。
- 1957年（昭和32年）- 市営久末A住宅が建設される[5]。
- 1964年（昭和39年）- 市営・県営の久末団地が完成[5]。
- 1965年（昭和40年）- 石炭灰が崩れる「灰津波」が発生。
- 1969年（昭和44年）- 川崎市立久末小学校が開校[5]。
- 1972年（昭和47年）- 川崎市が政令指定都市へ移行。当地は川崎市高津区久末となる。
- 1989年（平成元年）- 2件で合計2億3千万円という巨額の現金の落とし物が相次いで発見される[30]。

## 農業
前述のように、当地では60件ほどの農家が野菜作りを行っており、その中でもキャベツ・ブロッコリー・トマト・カリフラワーといった品目が地域ブランドの「かわさきそだち」に認定されているほか、名産のカリフラワーとブロッコリーの中間である「カリブロ」も栽培されている。

## 文化
前述のように、地蔵盆に合わせて久末義民の追善法要が行われているほか、稲荷信仰も盛んで（門訴者で唯一助かった者は稲荷神の加護があったとも伝わる）、初午の日に稲荷講が行われている。

## 世帯数と人口
2025年（令和7年）6月30日現在（川崎市発表）の世帯数と人口は以下の通りである。
| 大字 | 世帯数    | 人口     |
| ---- | --------- | -------- |
| 久末 | 7,075世帯 | 14,502人 |

### 人口の変遷
国勢調査による人口の推移。
| 年                 | 人口   |
| ------------------ | ------ |
| 1995年（平成7年）  | 13,549 |
| 2000年（平成12年） | 13,793 |
| 2005年（平成17年） | 14,848 |
| 2010年（平成22年） | 15,581 |
| 2015年（平成27年） | 15,334 |
| 2020年（令和2年）  | 14,999 |

### 世帯数の変遷
国勢調査による世帯数の推移。
| 年                 | 世帯数 |
| ------------------ | ------ |
| 1995年（平成7年）  | 4,574  |
| 2000年（平成12年） | 5,012  |
| 2005年（平成17年） | 5,640  |
| 2010年（平成22年） | 6,102  |
| 2015年（平成27年） | 6,181  |
| 2020年（令和2年）  | 6,372  |

## 学区
市立小・中学校に通う場合、学区は以下の通りとなる（2024年3月時点）。
| 番地 | 小学校             | 中学校             |
| ---- | ------------------ | ------------------ |
| 全域 | 川崎市立久末小学校 | 川崎市立東橘中学校 |

## 事業所
2021年（令和3年）現在の経済センサス調査による事業所数と従業員数は以下の通りである。
| 大字 | 事業所数  | 従業員数 |
| ---- | --------- | -------- |
| 久末 | 221事業所 | 1,860人  |

### 事業者数の変遷
経済センサスによる事業所数の推移。
| 年                 | 事業者数 |
| ------------------ | -------- |
| 2016年（平成28年） | 226      |
| 2021年（令和3年）  | 221      |

### 従業員数の変遷
経済センサスによる従業員数の推移。
| 年                 | 従業員数 |
| ------------------ | -------- |
| 2016年（平成28年） | 1,510    |
| 2021年（令和3年）  | 1,860    |

## 交通

### 路線バス
当地には川崎市交通局（川崎市バス）と東急バスの2事業者が乗り入れ、武蔵溝ノ口駅、鷺沼駅、武蔵中原駅など各方面へバスが運行されている。

### 道路
当地の東端を神奈川県道106号子母口綱島線が通り、これとほぼ並行する形で宮内新横浜線の計画がある。また、西端を中原街道（神奈川県道45号丸子中山茅ヶ崎線）が通過している。

## 施設
- プラザ橘（川崎市立高津図書館・市民館橘分館）
- 川崎久末郵便局
- 神奈川県警察高津警察署久末交番
- 蓮花寺
- 妙法寺
- 川崎市立久末小学校

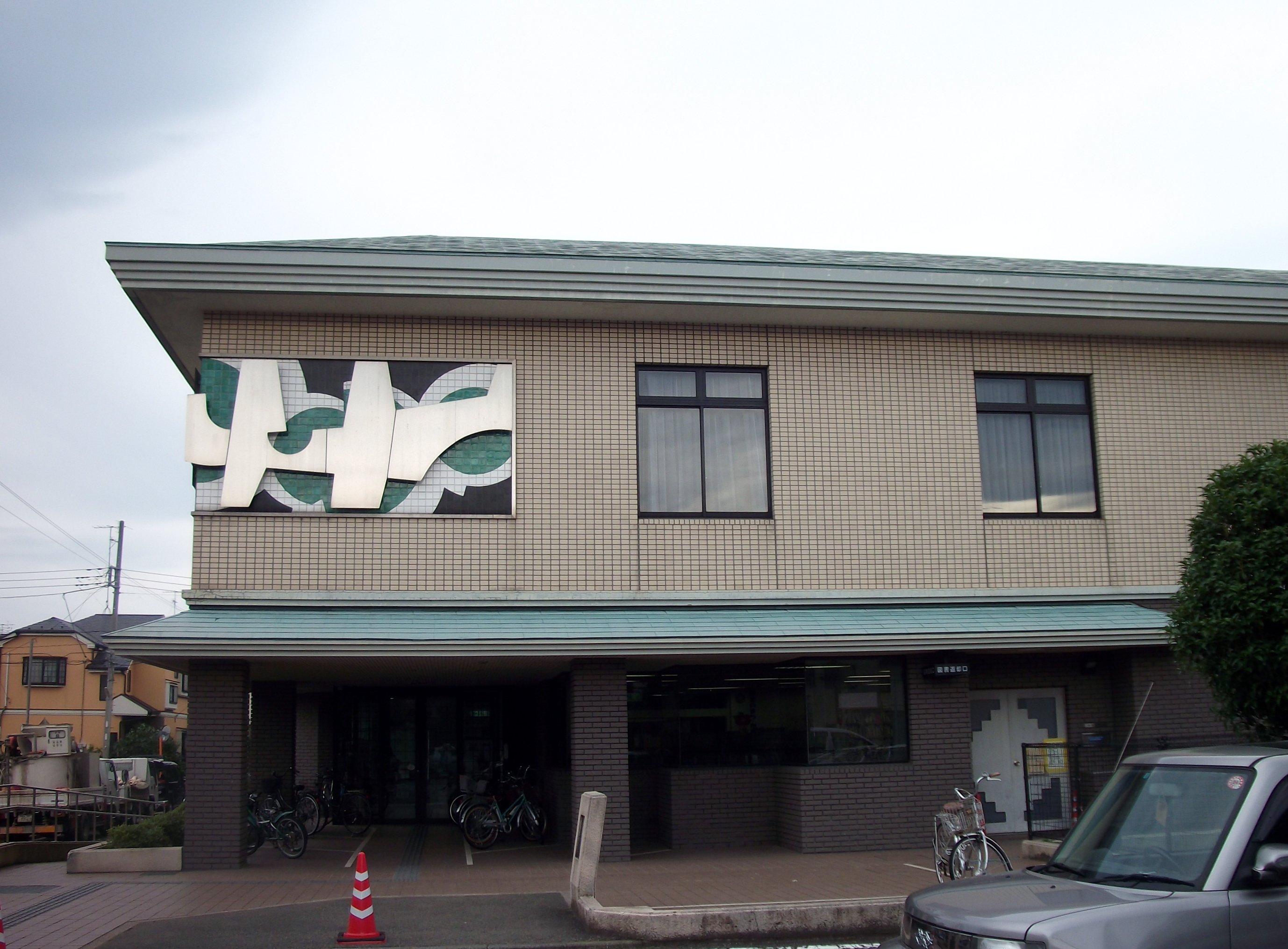
プラザ橘
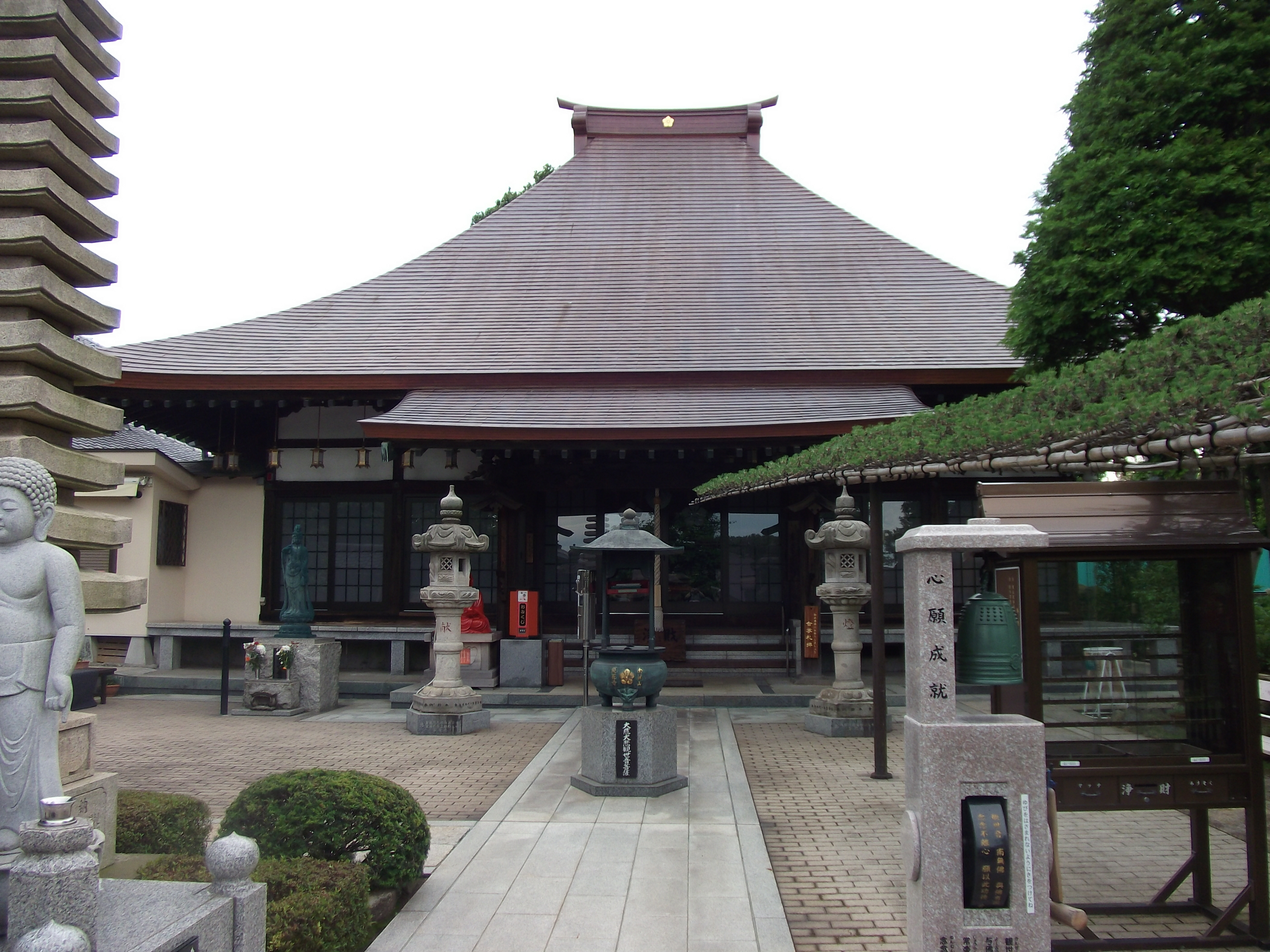
蓮花寺
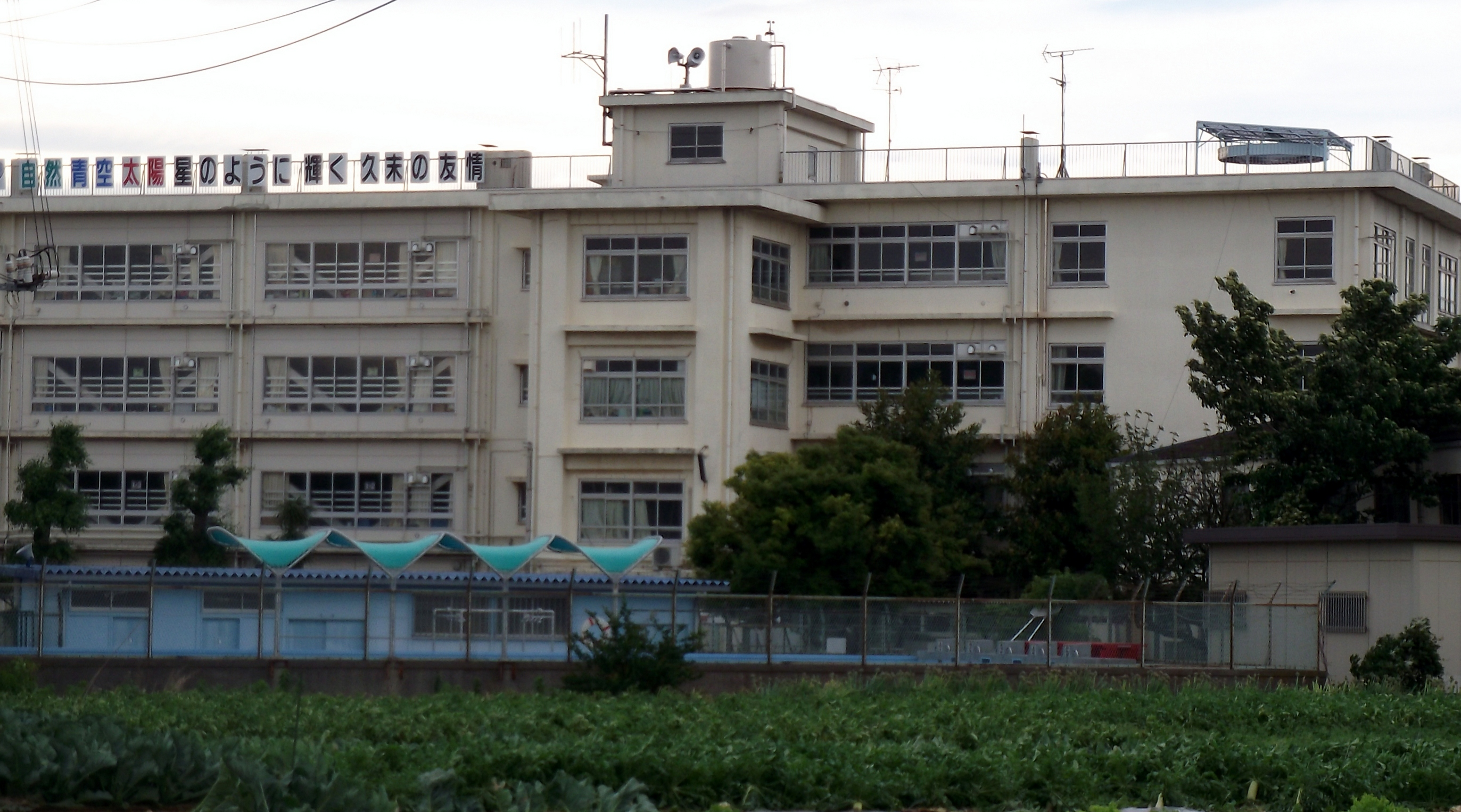
川崎市立久末小学校

## その他

### 日本郵便
- 郵便番号 : 213-0026[3]（集配局 : 高津郵便局[44]）

### 警察
町内の警察の管轄区域は以下の通りである。
| 大字 | 番・番地等 | 警察署     | 交番・駐在所 |
| ---- | ---------- | ---------- | ------------ |
| 久末 | 全域       | 高津警察署 | 久末交番     |